# Elie Carafoli
Elie Carafoli (n. 15 septembrie 1901, Veria, Macedonia și Tracia⁠(d), Grecia – d. 24 octombrie 1983, București, România) a fost un inginer român, de origine aromână, constructor de avioane, membru al Academiei Române din 1948, considerat unul dintre pionierii aeronauticii, în particular al domeniului aerodinamicii.

## Biografie

### Ani timpurii, educație
S-a născut la Veria (Macedonia, Grecia) într-o familie de aromâni. Studiile liceale le-a făcut la Școala Comercială românească din Salonic și, pentru câteva luni, la liceul din Bitolia. Și-a continuat studiile la Liceul Gheorghe Lazăr din București și la Liceul Militar „Nicolae Filipescu” de la "Mănăstirea Dealu". Cursurile universitare le-a făcut la Școala Politehnică din București în perioada 1919-1924, unde a obținut diploma de inginer electromecanic.
Plecat la Paris, a audiat cursurile de mecanica fluidelor și cele de aerodinamică la Sorbona, unde și-a luat doctoratul în fizică-matematică.

### Contribuții în Franța
Începe să lucreze în Laboratorul Aerotehnic de la Saint-Cyr, alături de Albert Toussaint și Paul Painlevé. Aici realizează un tunel aerodinamic destinat vizualizării mișcării fluidelor, foarte mult apreciat la Congresele Internaționale de Aerodinamică, fiind distins în 1928 cu Médaille d'honneur argent.

### Contribuții în România
Reîntors în țară, Carafoli a fost numit conferențiar și a susținut primul curs de Aeronautică la Școala Politehnică din București în anul 1928. A fost primul pas în înființarea Facultății de Aeronave din București. A fost numit profesor provizoriu în 1931 și a fost definitivat în 1933. Împreună cu Ion Stroescu, a conceput și construit tunelul aerodinamic al Școlii Politehnice din București (1931), primul din sud-estul Europei.
În aceeași perioadă (1928 - 1933) a lucrat și ca inginer-șef al Serviciului de studii și construcții și director al Industriei Aeronautice Române de la Brașov.
În 1949 a înființat și organizat "Institutul de mecanică aplicată" al Academiei Române, din care a derivat "Institutul de mecanica fluidelor" și, ulterior, "Institutul de Mecanica fluidelor și construcții aerospațiale".

## Contribuții generale
Elie Carafoli a studiat teoria mișcării generale a unui fluid în jurul unui contur, efectuând cercetări asupra aripilor monoplane și a mișcărilor conice în regim supersonic.
Profilul aripilor de avion cu bordul de fugă rotunjit, prezentat la Paris în 1928 a fost numit profil Carafoli.
Elie Carafoli a conceput o largă serie de avioane autohtone, cu performanțe foarte diverse. Astfel, a proiectat modelele IAR CV 11, IAR-12, IAR-13, IAR-14, IAR-15, IAR-16, IAR-21, IAR-22, IAR-23, IAR-24, produse la IAR.

## Distincții și aprecieri
Activitatea lui Elie Carafoli s-a bucurat de o largă prețuire atât în țară, cât și în străinătate.
A fost membru titular al Academiei de Științe din România începând cu 21 decembrie 1937.
În 1948 a devenit membru al Academiei RPR și, în anul următor, membru al Academiei de Științe din New York.
De asemenea, Elie Carafoli a fost membru al Academiei Internaționale de Astronautică, membru al Academiei de Științe din Toulouse, precum și președinte al Federației Internaționale de Astronautică, din partea căreia a primit medalia de argint.
În 1970 a primit medalia "Carl Friedrich Gauss", distincție conferită de către Braunschweigischen Wissenschaftlichen Gesselschaft, pentru activitate deosebită în aerodinamică. Tot în 1970 a primit Medalionul „Apollo 11”, decernat de NASA.

### Distincții
- Medalia „A cincea aniversare a Republicii Populare Române” (24 decembrie 1952) „pentru lupta și munca duse în vederea făuririi, consolidării și prosperării Republicii Populare Române”[4]
- Ordinul Muncii clasa I (21 august 1954) „pentru merite deosebite pe tărîmul construcției de stat, economice, sociale și culturale, cu ocazia celei de a zecea aniversări a eliberării patriei noastre”[5]
- titlul de Om de Știință Emerit al Republicii Populare Romîne (18 august 1964) „pentru merite deosebite în activitatea științifică”[6]
- Ordinul „Meritul Științific” clasa I (26 septembrie 1966) „pentru merite deosebite în activitatea științifică, cu prilejul Centenarului Academiei Republicii Socialiste România”[7]
- Ordinul Steaua Republicii Socialiste România clasa a II-a (20 aprilie 1971) „pentru merite deosebite în opera de construire a socialismului, cu prilejul aniversării a 50 de ani de la constituirea Partidului Comunist Român”.[8]

## Scrieri
- 1928 — Aérodynamique des ailes d'avion (Paris)
- 1929 — Influence des ailerons sur les propriétés aérodynamiques des surfaces sustentratices, Le Centre du Documentation Aéronautique Internationale de l'Aero-Club de France, (Paris)
- 1930 — Calcul des performances d'un avion, Imprimeria Centrală
- 1942 — Probleme de aerodinamica și mecanica avionului, cu Nicolae Tipei, Editura Politechnicei
- 1951 — Aerodinamica, Editura Tehnică, București
- 1954 — Aurel Vlaicu. Inventator, constructor și zburător romîn, Editura Societății Pentru Răspândirea Științei și Culturii
- 1955 — Mecanica Fluidelor (2 vol.), cu Teodor Oroveanu, Editura Academiei Republicii Populare Române
- 1956 — High-speed Aerodynamics (Compressible Flow), Editura Tehnică
- 1957 — Aerodinamica vitezelor mari. Fluide compresibile, Editura Academiei Republicii Populare Române
- 1960 — Aurel Vlaicu. Pionier al aviației romînești, Editura Societății Pentru Răspândirea Științei și Culturii
- 1964 — Wing Theory in Supersonic Flow (Oxford)
- 1974 — Hermann Oberth. Wege zur raumachiffahrt, Hans Bart, Editura Kriterion (co-redactor)
- 1981 — Dinamica fluidelor incompresibile, cu V. N. Constantinescu, Editura Academiei Republicii Socialiste România
- 1984 — Dinamica fluidelor compresibile, cu V. N. Constantinescu, Editura Academiei Republicii Socialiste România

## Audio-video
- 1970: Discursul lui Elie Carafoli ṭinut în aula Academiei, în cinstea lui Henri Coandă, în arhivele Societății Române de Radiodifuziune
- Academicianul Elie Carafoli, la Sesiunea omagială organizată sub egida Academiei Române, 24 septembrie 2009
- Mihai Vișinescu, Eliane Carafoli, Elie Carafoli - O aripă românească, 5 iunie 2016